# Маканджіла
Маканджі́ла (англ. Makanjila) — традиційна громада у складі дистрикту Мангочі Південного регіону Малаві.
Адміністративний центр — село Маканджіла.
Населення — 66914 осіб (2018).